# Délégation d'Ancône

La délégation apostolique d'Ancône est une subdivision administrative de l’État pontifical qui fut instituée en 1816 par le pape Pie VII sur le territoire des Marches.

## Histoire
Dans sa configuration définitive de 1831, elle confinait à l’ouest et au nord avec la délégation d'Urbino et Pesaro, à l’est avec la mer Adriatique, au sud avec la délégation de Macerata.
C’était une délégation de 2e classe qui, à la suite de la réforme administrative de Pie IX du 22 novembre 1850, a été fusionnée dans la légation des Marches (II Légation).
Après l'unification de l'Italie et à la suite de l’arrêté Minghetti du 22 décembre 1860, elle fut transformée en province d'Ancône, avec un agrandissement territorial notable dû à l’achat de Castel Colonna, Monterado, Ripe et Senigallia (à Pesaro et Urbino), Fabriano, Filottrano, Genga, Loreto et Sassoferrato (à Macerata).

## Source de traduction
- (it) Cet article est partiellement ou en totalité issu de l’article de Wikipédia en italien intitulé « delegazione apostolica di Ancona » (voir la liste des auteurs) le 15/07/2012.